# Ludwig S. von Tscharner

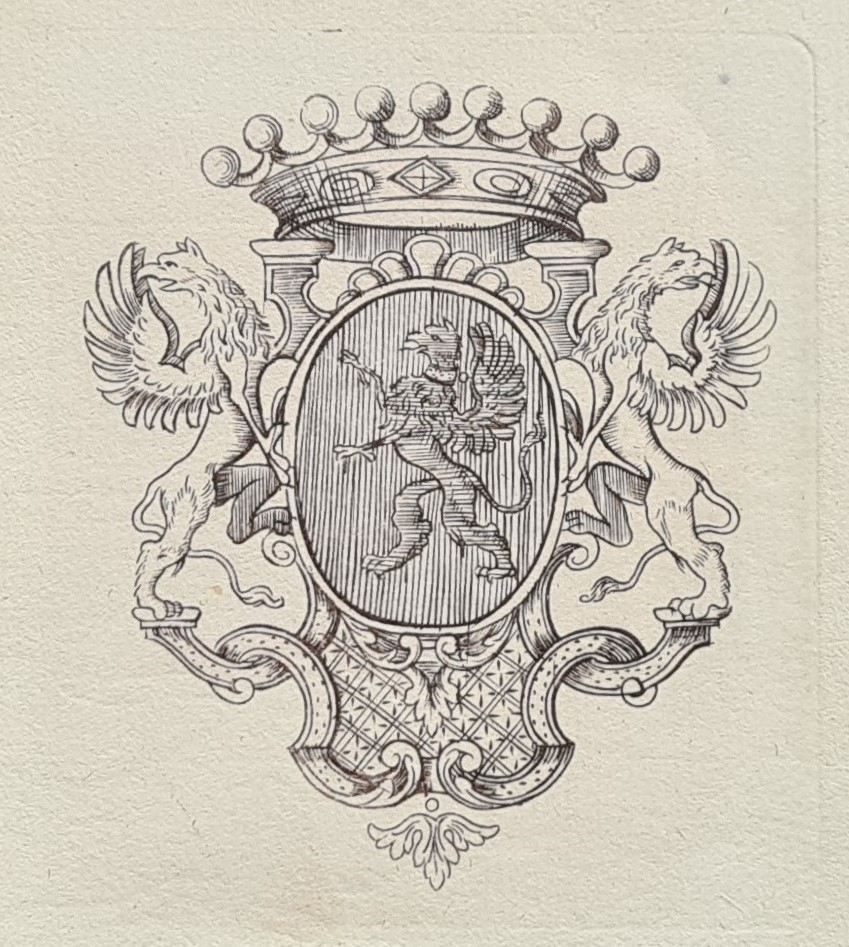
Louis S. von Tscharner, Exlibris nach möglicherweise eigenhändigem Entwurf (um 1910)

Ludwig Samuel Friedrich Eduard von Tscharner (* 18. September 1879 in Bern; † 12. Mai 1917), heimatberechtigt in Bern, war ein Schweizer Jurist und Historiker.

## Leben
Ludwig Samuel von Tscharner entstammte dem Patriziergeschlecht Tscharner und wurde als Sohn des Ludwig von Tscharner und der Anna von Wattenwyl geboren. Er war der ältere Bruder der Elisabeth de Meuron. Tscharner besuchte die Lerberschule und das städtische Gymnasium in Bern. Er studierte die Rechte in Bern und Berlin, 1904 legte er das Staatsexamen als Fürsprecher ab. 1908 verheiratete er sich mit Anna Theodora von Büren. Im selben Jahr doktorierte er mit seiner Dissertation Die Rechtsgeschichte des Obersimmenthales bis zum Jahre 1798. Im Schweizerischen Geschlechterbuch übernahm er die Bearbeitung der bernischen Geschlechter. 1908 erarbeitete er die Geschichte der Grande Société de Berne zu deren 150-jährigen Bestehen. Ludwig S. von Tscharner zeichnete Stammbäume, Ahnentafeln und entwarf mehrere Exlibris. 1915 wurde er zum Hauptmann der Militärjustiz  befördert, bei der Felddivision 3 war er Untersuchungsrichter. Tscharner war Mitglied der Aufsichtskommission des Bernischen Historischen Museums, Mitglied der Direktion des Burgerlichen Waisenhauses und Präsident des Verschönerungsvereins der Stadt Bern. Er starb mit 37 Jahren an den Folgen eines Schädelbruchs nach einem zufälligen Sturz in seinem Garten.

## Archive
- Nachlass Ludwig (Samuel Eduard Friedrich) von Tscharner (1879–1917), 1908–1921 im Katalog der Burgerbibliothek Bern
- Handschriftlicher Nachlass von Dr. Louis S. von Tscharner (1879–1917), 19. Jh.–20. Jh.  im Katalog der Burgerbibliothek Bern
- Streubestände, Burgerbibliothek Bern

## Werke
- Rechtsgeschichte des Obersimmentales in vorbernischer Zeit. Bern 1908.
- La Grande Société de Berne 1759–1909. Notice commémorative à l'occasion du cent cinquantième anniversaire de sa fondation. Bern 1909.
- Das Statutarrecht des Simmentales (bis 1798). Aarau (1912–1914).
- Bern und die Waadt. Bern 1915.
- Volk und Regierung beim Abschluss von Staatsverträgen und sonstigen Fragen äusserer Politik in der alten Eidgenossenschaft. Bern 1914.
- Stammbaum der Tscharner zu Bern. Bern (1911–1913).
- Zur Geschichte der Petersinsel. Vortrag gehalten an der Jahresversammlung des Historischen Vereins des Kantons Bern auf der Petersinsel am 21. Juni 1914. In: Blätter für bernische Geschichte, Kunst und Altertumskunde. Band 10, Nr. 2. Bern 1914, doi:10.5169/seals-181233.